# Ги IV де Шатильон
Ги IV де Шатильон (фр. Gui IV de Châtillon; после 1196 — 6 августа 1226, Авиньон) — граф де Сен-Поль (Ги I), сеньор де Монже, де Труаси и Бруаньи с 1219, сеньор де Донзи, де Кон-сюр-Луар, де Шатель-Сенсуар, де Сен-Эньян и де Монмирай (по праву жены) с 1222, старший сын Гоше III де Шатильона, сеньора де Шатильон-сюр-Марн, и Елизаветы, графини де Сен-Поль.

## Биография
После смерти отца в 1219 году Ги получил часть его владений — графство Сен-Поль, а также Монже, Труаси и Бруаньи. А в 1221 году Ги женился на Агнес, дочери могущественного барона Эрве IV де Донзи, после смерти которого в 1222 году к ней перешли  владения её отца — Донзи, Кон-сюр-Луар, Шатель-Сенсуар, Сен-Эньян и Монмирай. Кроме того, Агнес по матери была наследницей бургундских графств Невер, Осер и Тоннер. Агнес умерла в 1225 году, после чего Ги управлял наследством жены от имени малолетнего сына Гоше.
Ги был верным слугой короля Франции Людовика VIII. В 1223 году Ги участвовал в походе короля Людовика в Пуату против англичан. А в 1226 году Ги в составе французской армии отправился во второй крестовый поход против альбигойцев, во время которого и погиб при осаде Авиньона.
Его сын и наследник Гоше был ещё мал, поэтому часть владений Ги, в том числе графство Сен-Поль, перешло к его брату Гуго I. За Гоше остались только Монже, Бруаньи, а также наследство матери.

## Брак и дети
Жена: с 1221 Агнес (ок. 1205—1225), дама де Донзи, де Кон-сюр-Луар, де Шатель-Сенсуар, де Монмирай и де Сен-Эньян с 1222, наследница графств Невер, Осер и Тоннер, дочь Эрве IV, сеньора де Донзи, графа Невера, Осера и Тоннера, и Матильды (Маго) де Куртене, графини Невера, Осера и Тоннера
- Иоланда (до 1221 — 1254), дама де Донзи с 1250, наследница графств Невер, Осер и Тоннер с 1250; муж: с ок. 30 мая 1228 Аршамбо IX де Бурбон-Дампьер (ок. 1205 — 15 января 1249), сеньор де Бурбон с 1242
- Гоше (ум. 6 апреля 1251), сеньор де Монже, де Бруани, де Донзи, де Сен-Эньян, де Труаси и де Пьеррфон, наследник графств Невер, Осер и Тоннер с 1225, граф де Мортен с 1241